# テレビスター劇場
『テレビスター劇場』（テレビスターげきじょう）は、1969年10月7日から1975年3月25日までNET（現：テレビ朝日）系列の毎週火曜22:00 - 22:56（JST。1972年10月以降は22時55分まで）に放送された、毎日放送（MBS）制作のテレビドラマの枠である。

## 概要
MBSは1964年1月7日開始のドキュメンタリー番組『フィルムドキュメント 日本の魅力』（～1965年3月30日）から火曜日22時枠の全国ネット番組枠を手掛けていた。当初は前半枠（22時 - 22時30分）のみだったが、1966年4月26日開始のバラエティ番組『お笑いスター劇場』（かつて、日本テレビ系で放送していた『お笑いスター誕生!!』とは無関係）から後半枠（22時30分 - 23時）の制作を請負うようになった。その後1967年放送の『日本のおんな』（1967年5月2日～9月26日）『芸能わらいえて 目で見る百年史』（1967年7月4日～9月26日）を最後にNETに返上されるが（MBSとNETでそれぞれ別編成のローカルセールス枠となり、『芸能わらいえて』は関東地区では東京12チャンネルへ移行）、わずか半年後の1968年4月2日に始まった『テレビ文学館〜名作に見る日本人〜』（～1968年9月24日）から1時間に統合されて復活。その後はドラマ枠となり『剣は語らず』→『妻と女の間』→『恋歌』を経て、1969年10月より『テレビスター劇場』の名称が付いた。
おおむね1ヶ月から1クールの短期作品が多いが、末期の『唐変木に花咲けば』や『華麗なる一族』の様に約半年放送した作品も有る。
1975年4月のいわゆる腸捻転解消によって枠自体はTBS水曜22時枠に移動、そしてNET火曜22時枠は朝日放送制作枠となり、ドラマ『TOKYO DETECTIVE 二人の事件簿』を8ヶ月間放送、そしてその後に『プロポーズ大作戦』が放送される事となる。

## 作品リスト

### 1969年
- うちの女房の場合は（10月7日～28日）
- ドラマてれびじょん'69（11月4日）
- イヤですさん（11月11日～12月30日）

### 1970年
- 愛の誤算（1月6日～3月7日）
- おちゃわんさん（3月10日～31日）
- あかんぼのタンゴ（4月7日～6月30日）
- 産科・歯科（第1シリーズ）（7月7日～11月17日）
- 断愛（11月24日～1971年2月16日）

### 1971年
- おバカさん（2月23日～3月30日）
- 待ったなし（4月6日～6月29日）
- 今月今夜の男と女（7月6日～8月10日）
- 女徳（8月17日～9月28日）
- 産科・歯科（第2シリーズ）（10月5日～1972年2月8日）

### 1972年
- あなたならどうする（1972年2月15日～3月28日）
- 未婚・結婚・未再婚（4月6日～9月26日）
- おかめひょっとこ（10月3日～12月26日）

### 1973年
- 気になる関係（1月2日～6月26日）
- もめん・きぬごし（7月3日～9月25日）
- 計画産児（10月2日～12月25日）

### 1974年
- ふしぎな御縁で（1月8日～3月26日）
- 唐変木に花咲けば（4月2日～8月27日）
- もう一つの愛（9月3日～24日）
- 華麗なる一族（10月1日～1975年3月25日）

## ネット局
- 毎日放送（制作局）
- 日本教育テレビ（NET。現：テレビ朝日）
- 九州朝日放送
- 東北放送（TBS系列。本来NET系列の宮城テレビ放送が日本テレビ系列とのクロスネット局だったため）
- 名古屋放送（両局が日本テレビ・NET系列との変則クロスネットを組んだ時代は土曜13:45より遅れネット[注 2]）
- 北海道テレビ
- 瀬戸内海放送（当時の放送エリアは香川県のみ）
- 岡山放送（当時はフジテレビジョン系列とのクロスネット局で、放送エリアは岡山県のみ）
- 中国放送（TBS系列。本来NET系列の広島ホームテレビが広島テレビの編成から外れた日本テレビ・フジテレビ系列の番組を相当数編成したため。1971年1月時点では土曜16:00 - 17:00。1975年3月時点では毎日放送・NETテレビと同一時間帯ながら2週遅れ）

他

## 参考資料
「キー局番組変遷編成ひょ～」